# Мерниси, Фатима
Фатима Мерниси (араб. فاطمة مرنيسي‎, фр. Fátima Mernissi, 1940, Фес — 30 ноября 2015, Рабат) — марокканская писательница, социолог, публицист, представительница исламского феминизма. Писала на арабском, английском и французском языках. Труды Мерниси переведены на многие языки мира. Ей присуждены Премия принца Астурийского (2003), Премия Эразма (2004).

## Биография
Родилась в марокканском городе Фес. Выросла в гареме своей бабки со стороны отца. В детстве её окружали только женщины и слуги. Начальное образование получила в школе, основанной националистами. Затем училась в школе для девочек, созданной на деньги французского протектората. После этого обучалась в Сорбонне и Брандейском университете, получила там докторскую степень.
После окончания университета вернулась в Марокко. Преподавала в университете Мохаммеда V. Приобрела международную известность как представительница исламского феминизма. Умерла 30 ноября 2015 года в Рабате.

## Исследования
В качестве представительницы исламского феминизма Мернисси больше всего интересовала роль, которую ислам отводит женщинам. Для этого она проанализировала развитие исламской философии, в том числе и на современном этапе. Мернисси подвергла сомнению ряд хадисов, приписываемых пророку Мухаммеду, а также вытекающие из них утверждения о подчинённом положении женщины. По мнению Мернисси, Коран не содержит утверждений о подчинённом положении женщины. Множество работ Мернисси посвящены жизни в гаремах, гендерным отношениям, а также личной и общественной жизни.
Также Мернисси провела ряд социологических исследований в Марокко. Её исследования, проводившиеся в 1970-80-х годах, посвящены восприятию женщин и работы. Провела ряд работ для ЮНЕСКО, международной организации труда, а также правительства Марокко.

## Избранные труды
- Под покрывалом: динамика мужского и женского в мусульманском обществе/ Beyond the Veil: Male-Female Dynamics in a Muslim Society, Cambridge (Mass.), Schenkman Publishing Co, 1975
- As-Suluk Al-Jinsiy Fi Mujtama’in Islamiyin Taba’iy, Beirut, Dar Al Hadatha, 1982
- Al Hubb fi hadaratina al-Islamiya, Beirut, Ad-Dar Al Alamiya, 1983
- Пол, идеология, ислам/ Sexe, Idéologie, Islam, Éditions Maghrébines, 1985 Le Fennec
- Любовь в мусульманских странах/ L’Amour dans les pays musulman, Editions Maghrébines, Casablanca, 1986 (переизд. 2007)
- Al Jins Ka Handasa Ijtima’iya, Éditions Le Fennec, Casablanca 1987
- Le monde n’est pas un harem, édition révisée, Albin Michel, 1991
- Забытые султанши: женщины во главе исламских государств/ Sultanes oubliées : femmes chefs d'État en Islam, Albin Michel / Éditions Le Fennec, 1990
- Политический гарем: Пророк и женщины/ Le harem politique : le Prophète et les femmes, Albin Michel, 1987, Paperback 1992
- Страх перед современностью: конфликт между исламом и демократией/ La Peur-Modernité : conflit islam démocratie, Albin Michel / Éditions Le Fennec, 1992
- Nissa' 'Ala Ajnihati al-Hulmt, Éditions Le Fennec, Casablanca, 1998
- Женские мечты: детство в гареме/ Rêves de femmes : une enfance au harem, Éditions Le Fennec, Casablanca 1997 — Éd. Albin Michel Nov. 1998
- Les Aït-Débrouille, Éditions Le Fennec, Casablanca, 1997, 2e édition, Édition de poche, Marsam, Rabat, 2003
- Êtes-vous vacciné contre le harem?, Texte-Test pour les messieurs qui adorent les dames, Éditions Le Fennec, Casablanca, 1998
- Гарем и Запад/ Le Harem et l’Occident, Albin Michel, 2001
- Шехерезада отправляется на Запад/ Scheherazade goes West: Different Cultures, Different Harems, Éditions Le Fennec, Casablanca, 2001
- Марокканские Синдбады/ Les Sindbads marocains, Voyage dans le Maroc civique, Éditions Marsam, Rabat, 2004